# Moosing (Mistelgau)
Moosing ist ein Gemeindeteil der Gemeinde Mistelgau im Landkreis Bayreuth (Oberfranken, Bayern). Moosing liegt in der Gemarkung Creez.

## Geografie
Die Einöde liegt etwas abseits des Baches Kaltenbrunnen, des rechten Oberlaufs der Weides, die ein linker Zufluss der Truppach ist. Sie ist unmittelbar von Acker- und Grünland umgeben. Ein Anliegerweg führt nach Schobertsreuth (0,5 km nordwestlich).

## Geschichte
Der Ort wurde in der ersten Hälfte des 19. Jahrhunderts auf dem Gemeindegebiet von Creez gegründet. Benannt wurde er nach einem gleichlautenden Flurnamen. Am 1. April 1971 wurde Moosing im Zuge der Gebietsreform in Bayern in die Gemeinde Mistelgau eingegliedert.

### Einwohnerentwicklung
| Jahr      | 001861 | 001871 | 001885 | 001900 | 001925 | 001950 | 001961 | 001970 | 001987 |
| Einwohner | †      | 5      | 6      | 6      | 6      | 11     | 4      | 5      | 2      |
| Häuser    |        |        | 1      | 1      | 1      | 1      | 1      |        | 1      |
| Quelle    | [ 9 ]  | [ 10 ] | [ 11 ] | [ 12 ] | [ 13 ] | [ 14 ] | [ 15 ] | [ 16 ] | [ 1 ]  |

## Religion
Moosing ist evangelisch-lutherisch geprägt und nach St. Bartholomäus (Mistelgau) gepfarrt.